# Setaria lindenbergiana
Setaria lindenbergiana är en gräsart som först beskrevs av Christian Gottfried Daniel Nees von Esenbeck, och fick sitt nu gällande namn av Otto Stapf. Setaria lindenbergiana ingår i släktet kolvhirser, och familjen gräs. Inga underarter finns listade i Catalogue of Life.